# Omaloplia moupinensis
Omaloplia moupinensis är en skalbaggsart som beskrevs av Leon Fairmaire 1889. Omaloplia moupinensis ingår i släktet Omaloplia och familjen Melolonthidae. Inga underarter finns listade i Catalogue of Life.